# Sinnamary
Sinnamary este o comună franceză situată în departamentul Guyana Franceză, pe coasta Oceanului Atlantic din America de Sud.

## Personalități
Născute:
- Henri Salvador, cântăreț francez
- Jean-Claude Darcheville, fotbalist  francez

Decedate:
- François-Louis Bourdon,  (* 1758; † 1798), om politic francez

1. ↑  répertoire géographique des communes, accesat în 26 octombrie 2015